# هوششتادت (اتحاد إداري)
اِتِّحاد هُوششَتَادت (بالأَلمانِيَّة: Verwaltungsgemeinschaft Höchstadt) هُو اِتِّحاد إِدارِي أَلمانِيَّ في مِنطَقَة إرلِنغَنِّ - هُوششَتَادت التَّابِعة لِمُحافظة فرانكُونيا الوُسطَى في وِلاَية رَآيْنٌ لَانْد - بفَآلز في جُمهُوريَّة أَلمَانيَا الاِتّحاديّة. ويضُمُّ اِتِّحاد هُوششَتَادت بلدَة واحِدة، وثلَاثة أَسواق بمِساحة تُقَدَّر بحَوالَي 84 كم².

## بلدَات وأَسواق اِتِّحاد هُوششَتَادت
يضُمُّ اِتِّحاد هُوششَتَادت بلدَة واحِدة، وثلَاثة أَسواق بمِساحة تُقَدَّر بحَوالَي 84 كم². وهي كالتَّالي:

### البلدَات
| اِسم البلدَة    | ٱلِٱسم بالأَلمانِيَّة   | عَدد السُكَّان | المِساحَة (كم²) |
| ------------- | ------------------ | ---------- | ------------- |
| بَلْدَة جرِمسدُورف | Gemeinde Gremsdorf | 1٬617      | 13            |

### الأَسوَاق
| اِسم السُّوق             | ٱلِٱسم بالأَلمانِيَّة        | عَدد السُكَّان | المِساحَة (كم²) |
| --------------------- | ----------------------- | ---------- | ------------- |
| سُوق لُونَّرشتَادت         | Markt Lonnerstadt       | 2٬013      | 23            |
| سُوق مُولهَآوزِنٌّ          | Markt Mühlhausen        | 1٬713      | 17            |
| سُوق ڤِيستنٌ بِيرغس غرُويت | Markt Vestenbergsgreuth | 1٬515      | 32            |

## وُصلات خارجيّة
- صفحة اِتِّحاد هُوششَتَادت الرّسميّة (باللُّغَةُ الألمانِيّة).

## مَراجع
1. ↑  "معلومات عن هوششتادت (اتحاد إداري) على موقع openstreetmap.org". openstreetmap.org. مؤرشف من الأصل في 2019-12-15.